# Reinaldo Ramírez
Reinaldo Antonio Ramírez Patiño (ur. 13 maja 1935 w Asunción, zm. 26 lipca 1996 tamże) – paragwajski strzelec, olimpijczyk.
Dwukrotny uczestnik igrzysk olimpijskich (IO 1972, IO 1976) i pierwszy paragwajski strzelec, który wystąpił na igrzyskach olimpijskich. Podczas swojego olimpijskiego debiutu zajął ostatnie 33. miejsce w karabinie dowolnym w trzech postawach z 300 m. Na drugich igrzyskach uzyskał 55. wynik w karabinie małokalibrowym leżąc z 50 m, wyprzedzając wyłącznie Italo Casalego i Pasquale Raschiego z San Marino.

## Wyniki

### Igrzyska olimpijskie
| Igrzyska       | Konkurencja                          | Wynik                   | Miejsce | Źródło |
| -------------- | ------------------------------------ | ----------------------- | ------- | ------ |
| Monachium 1972 | Karabin dowolny, trzy postawy, 300 m | 1030 pkt. (370–338–322) | 33      | [ 2 ]  |
| Montreal 1976  | Karabin małokalibrowy leżąc, 50 m    | 1015 pkt. (379–331–305) | 55      | [ 3 ]  |